# ビアーノス
ビアーノス（Vianos）は、スペイン・カスティーリャ＝ラ・マンチャ州アルバセーテ県のムニシピオ（基礎自治体）。県都アルバセーテから92kmの距離にある。スペイン国立統計局によると、2010年の人口は412人。自治体の領域のかなりの部分がはロス・カラーレス・デル・リオ・イ・デ・ラ・シーマ自然公園（Parque Natural de los Calares del Río Mundo y de la Sima）の一部となっており、貴重な植物が多くみられる。

## 人口
| ビアーノスの人口推移 1900－2010                         |
|                                                         |
| 出典:INE（スペイン国立統計局）1900年 - 1991年、1996年 - |

## 政治
自治体首長はカスティーリャ＝ラ・マンチャ社会党（Partido Socialista de Castilla-La Mancha、PSCM-PSOE）のフアン・ラモン・ナバーロ・ナバーロ（Juan Ramón Navarro Navarro）で、自治体評議員は、カスティーリャ＝ラ・マンチャ社会党：4、カスティーリャ＝ラ・マンチャ国民党（Partido Popular de Castilla-La Mancha、PPCLM）：3となっている（2011年5月22日の自治体選挙結果、得票順）
| 1999年6月13日自治体選挙 |        |        |          |
| 政党                    | 得票数 | 得票率 | 獲得議席 |
| PP                      | 257    | 63.93% | 5        |
| PSOE                    | 142    | 35.32% | 2        |

| 2003年5月25日自治体選挙 |        |        |          |
| 政党                    | 得票数 | 得票率 | 獲得議席 |
| PP                      | 195    | 50.78% | 4        |
| PSOE                    | 187    | 48.70% | 3        |

| 2007年5月27日自治体選挙 |        |        |          |
| 政党                    | 得票数 | 得票率 | 獲得議席 |
| PSOE                    | 212    | 59.55% | 4        |
| PP                      | 142    | 39.89% | 3        |

| 2011年5月22日自治体選挙 |        |        |          |
| 政党                    | 得票数 | 得票率 | 獲得議席 |
| PSOE                    | 185    | 55.22% | 4        |
| PP                      | 146    | 43.58% | 3        |

### 司法行政
ビアーノスはアルカーラス司法管轄区に属す。